# 市川陽子
市川 陽子（いちかわ ようこ）は、日本の栄養学者（フードマネジメント・実践栄養学）。博士（栄養学）（徳島大学・2007年）。静岡県立大学食品栄養科学部教授・大学院食品栄養環境科学研究院教授。
川村短期大学助手、日本大学短期大学部講師、静岡県立大学食品栄養科学部助教授などを歴任。

## 概要
日本女子大学大学院家政学研究科修士課程を修了後、川村短期大学助手・日本大学短期大学部講師として教鞭を執った。その後、徳島大学大学院栄養学研究科博士後期課程に進学、単位取得満期退学した。2007年、博士（栄養学）の学位を取得。現在は、静岡県立大学の食品栄養科学部栄養生命科学科にて教授を務める。また、同大学大学院生活健康科学研究科食品栄養科学専攻教授も兼任する。

## 研究
自らが主宰する研究室では、食品関連の商品開発にも取り組む。2009年には、静岡県とセブン-イレブン・ジャパンとが締結した地域活性化包括連携協定に基づき、研究室の学生らが同社や静岡県庁医療健康局とともに静岡県の食材を使った弁当の共同開発を行い、完成した商品がセブン-イレブン・ジャパンやイトーヨーカ堂など各店舗にて販売された。なお、弁当のネーミングには遠州弁が用いられた。また、産学連携の一環として、石田フードとともに健康に配慮した惣菜を共同開発し、静鉄ストアの店頭で野菜や鉄分の摂取と低塩を謳った商品の販売を開始した。

## 略歴
- 1988年 - 東京家政大学家政学部栄養学科管理栄養士専攻卒業。
- 1990年 - 日本女子大学大学院家政学研究科修士課程修了。
- 1990年 - 川村短期大学助手。
- 1994年 - 日本大学短期大学部講師。
- 2005年 - 徳島大学大学院栄養学研究科博士後期課程単位取得満期退学。
- 2005年 - 静岡県立大学食品栄養科学部助教授。
- 2007年 - 静岡県立大学食品栄養科学部准教授。
- 2018年 - 静岡県立大学食品栄養科学部教授

## 著作
- 市川陽子著『児童保健委員会からはじめる健康教育――子どもが主役!! 保健集会から授業案・教師用資料まで』東山書房、2000年。ISBN 4827812098
- 富岡和夫編著、君羅満ほか著『給食経営管理実務ガイドブック』新訂2版、同文書院、2006年。ISBN 481031295X